# Bonaventura da Calangianus
Bonaventura da Calangianus, nato Giacomo Corda (Calangianus, 13 dicembre 1831 – Calangianus, 18 febbraio 1916), è stato un religioso italiano dell'ordine dei cappuccini.

## Biografia
Padre Bonaventura nacque a Calangianus nel 1831. Ordinato sacerdote in giovane età nel 1854, si guadagnò l'attenzione grazie alle sue doti di oratore ai suoi studi e alle sue opere di beneficenza. Divenne ben presto una personalità nota e, al fine di dare un perché all'esistenza delle sue ricchezze, nacquero attorno al Bonaventura delle storie che si tramandano oralmente anche al giorno d'oggi. Infatti, era un ricco possidente terriero proprietario di diversi palazzi. Professore di filosofia, teologia e sacra eloquenza divenne in seguito ministro provinciale dell'Ordine. Mecenate, finanziò il restauro della chiesa parrocchiale di Santa Giusta a Calangianus, affidandosi agli artisti Antonio Dovera e Lorenzo Caprino.
Fu il primo ad introdurre in Sardegna i vitigni americani, in modo tale da contrastare i danni subiti a causa della fillossera.
Inoltre, fu un pioniere nel settore agro-pastorale: i prodotti caseari della sua azienda ottennero riconoscimenti e premi in diverse esposizioni italiane e all'estero (Bordeaux, Lione, Marsiglia, Parigi). 
Nel 1900 fu creato cavaliere dell'Ordine dei SS. Maurizio e Lazzaro dal re Umberto I. Il conferimento dell'onorificenza provocò un'interrogazione parlamentare da parte dei deputati Socci e Caldesi che avanzarono dubbi sulle qualità morali del frate ai quali rispose, confutandoli, il sottosegretario di Stato per l'Interno Pietro Bertolini.
Attraverso le sue ricchezze, diede molti contributi a quella che è oggi la diocesi di Tempio-Ampurias, come il Portone del Frate ed il Museo Diocesano di Arte Sacra a Calangianus. Inoltre, fece il missionario ed elargì tantissime beneficenze. Morì di vecchiaia nel 1916 ed è sepolto in un sepolcro monumentale nel cimitero di Calangianus.
La fama del frate raggiunse anche Grazia Deledda che in Canne al vento racconta di un "frate che sta a Calangianus, in Gallura, un frate che ha trecento scudi di rendita al giorno."

### Il mistero di Padre Bonaventura

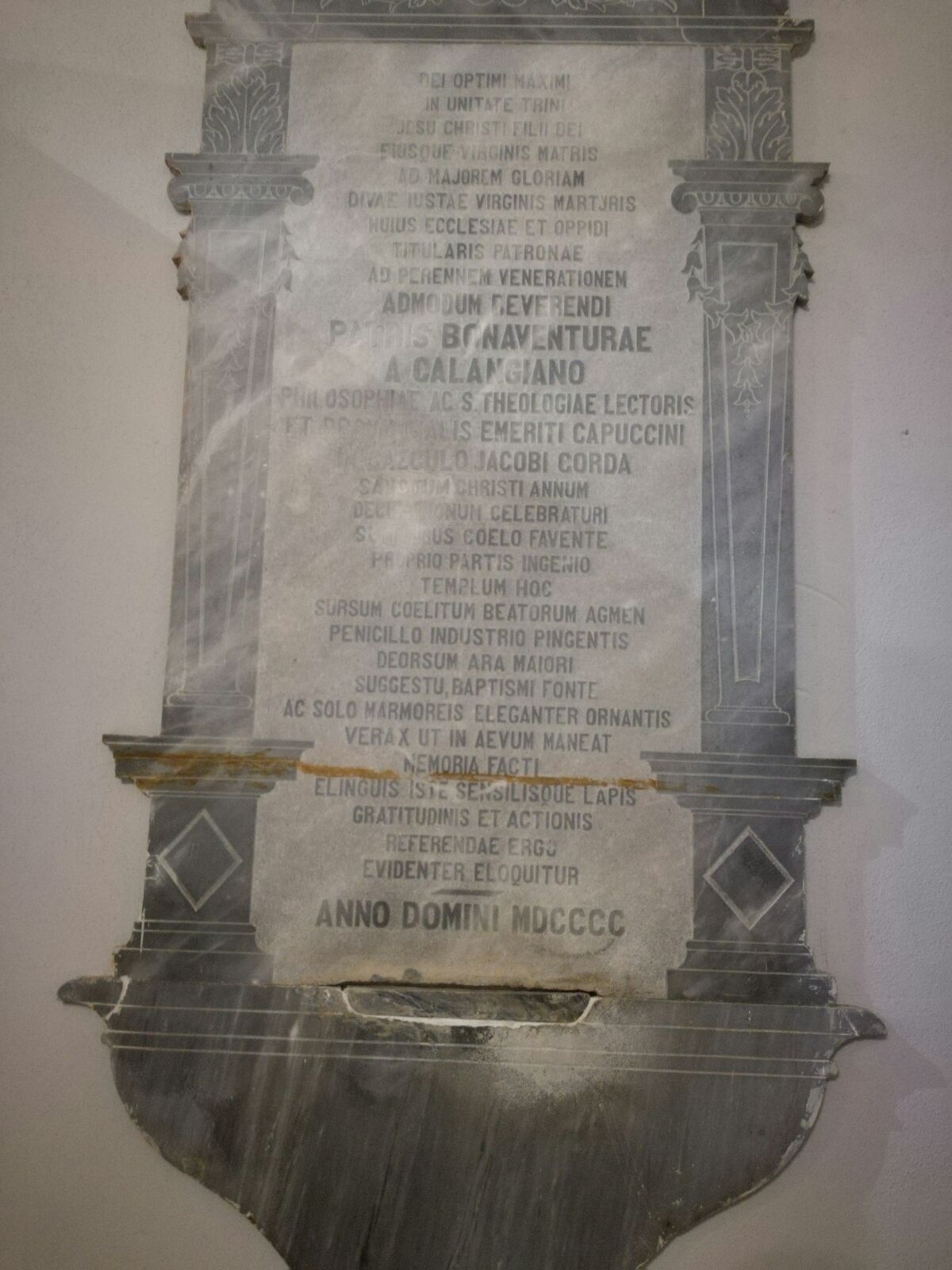
Lapide marmorea che cita Padre Bonaventura nella chiesa di Santa Giusta di Calangianus.

Padre Bonaventura è sicuramente la figura più ricca di mistero di Calangianus. Fu un misterioso frate, ricco proprietario terriero, oltre a Calangianus, anche ad Olbia. Mai è stata trovata la fonte di ricchezza del frate che, secondo una leggenda paesana, girava il paese con un'aurea carrozza. Un'altra leggenda narra che nella Villa Vignaredda (in via Giovanni XXIII), la sua casa, il suo spirito girava indisturbato per giudicare e portare bene o male a chi sarebbe entrato o passato davanti.